# Tepelena
Tepelena (starożytna Anticonia, alb. Tepelenë, Tepelena; tur. Tepedelen) – miasto w Albanii, stolica okręgu Tepelena w obwodzie Gjirokastra. Liczba mieszkańców wynosi 12 tys. (2006).